# Olomoucké tvarůžky
Olomoucké tvarůžky (také olomoucké syrečky nebo tvargle z něm. Olmützer Quargel) jsou moravským zrajícím sýrem, který se vyrábí z odtučněného mléka. Výroba se tradičně soustředila do regionu Haná, a to již od 15. století. K roku 2024 se vyrábí na více místech. Tradiční místo jsou Loštice, kde tvarůžky vyrábí od roku 1876 firma A. W, pojmenovaná po zakladateli Aloisovi Wesselsovi. Od roku 2020 vyrábí tento sýr i společnost Tavoretus ve Velké Bystřici.
Tvarůžky jsou důležitým prvkem moravské kuchyně, zvláště na Hané. Podávají se také jako smažené tvarůžky.

## Historie
První písemná zmínka pochází již z 15. století, kdy byly tvarůžky součástí jídelníčku lidí na venkově. Označení olomoucké tvarůžky pak vzniklo díky trhům v Olomouci, kde se tvarůžky prodávaly. Většina tvarůžků se však vyráběla v okolních vesnicích pod názvem selské tvarůžky. Slovo tvarůžky má svůj původ ze sýru, který je meziproduktem výroby tvarůžků.
Moderní výrobu v Lošticích zahájil Josef Wessels se svým synem Aloisem v roce 1876. Výroba se rozšiřovala až do první světové války, kdy firma zaměstnávala 36 lidí a stala se největším výrobcem tvarůžků. V roce 1902 byla s podporou státu postavena Mlékařská škola v Kroměříži, která vychovávala odborníky do mlékáren a byla i výzkumným pracovištěm. Ve škole se pořádaly i kurzy pro tvarůžkářky a byla postavena „vzorová tvarůžkárna“. Po roce 1948 byla výrobna znárodněna a, jak uvádí firma A.W., „výroba tvarůžků dlouhodobě klesala, do technologie a zejména objektů tvarůžkárny se téměř neinvestovalo.“ V roce 1991 byla firma v restituci navrácena potomkům původních majitelů, kteří ihned zahájili výrobu. V roce 2010 tak tvarůžky získaly v rámci Evropské unie chráněné zeměpisné označení. V současnosti firma A.W. v Lošticích zaměstnává přes 130 zaměstnanců a ročně vyrobí přes dva tisíce tun tvarůžků.[zdroj?].
Od roku 2020 se vyrábí tento sýr na dalším místě Olomouckého kraje, a to ve Velké Bystřici ve společnosti Tavoretus. Tento sýr zraje v kamenných sklepích s vysokým podílem ruční práce a ze 100% českého tvarohu.

## Výroba

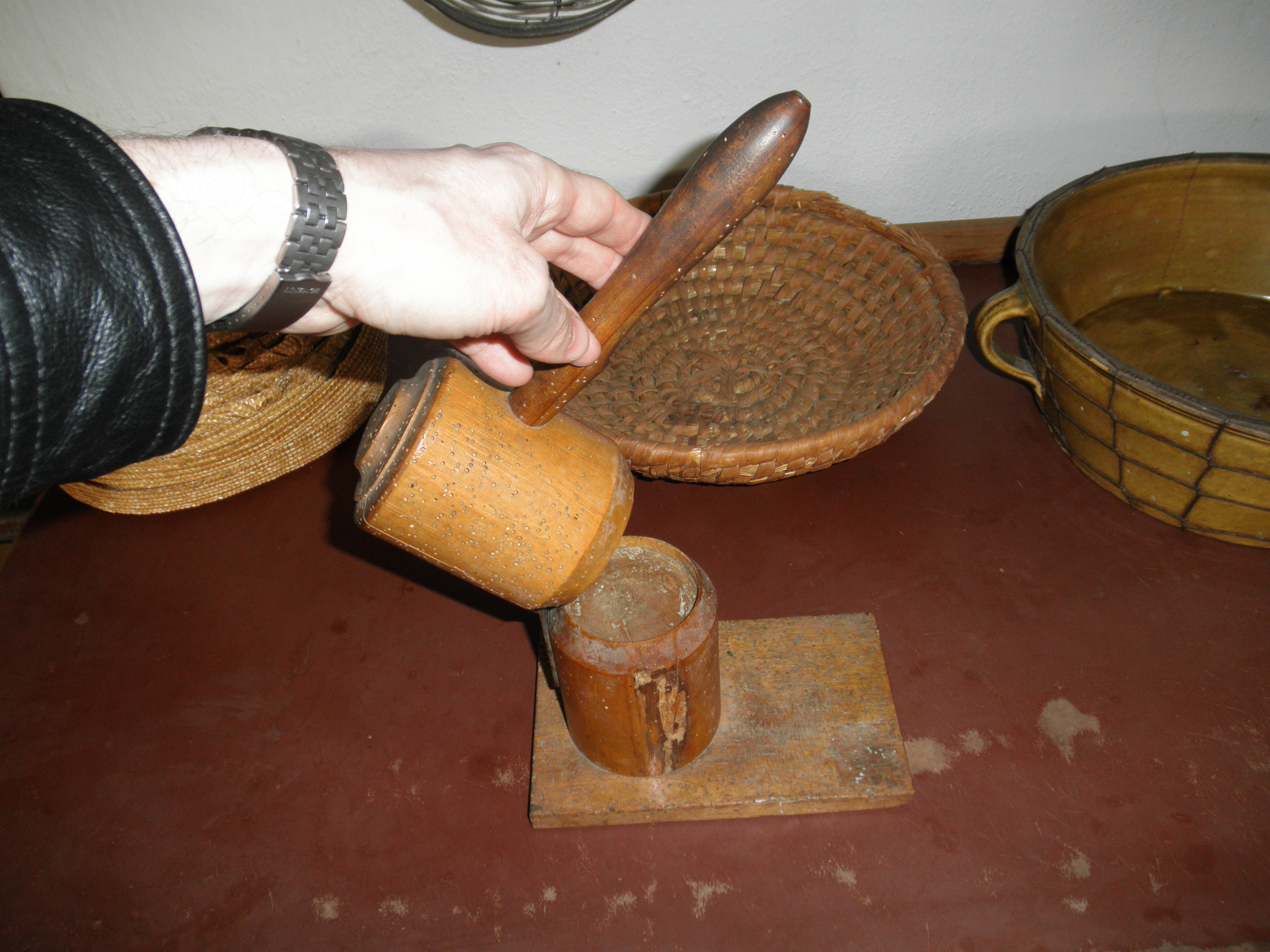
Klapačka na tvarůžky

Tradičně tvarůžky vyráběly ženy, které se označovaly jako pleskačky a využívaly dřevěných nástrojů, tzv. klapaček, které dávaly tvarůžkům tvar koleček. Princip výroby se dodnes nezměnil, jen ruční práci zčásti nahradily moderní stroje. Základem výroby je netučný tvaroh, který zraje se solí. Poté se semele a vytvaruje do válečků, věnečků či tyčinek. Následně se nechávají tvarůžky několik dní zrát v sušárně. Poté jsou tvarůžky promyty, kdy dochází k omytí kvasinek na povrchu a může tak začít působit směs bakteriálních kultur. Na sušicích roštech pak dochází k prozrání tvarůžků do hloubky. Z roštů jsou pak sesbírány do beden a uloženy do chladicí místnosti, kde ještě jeden až dva dny dozrávají.

## Muzeum a cukrárna

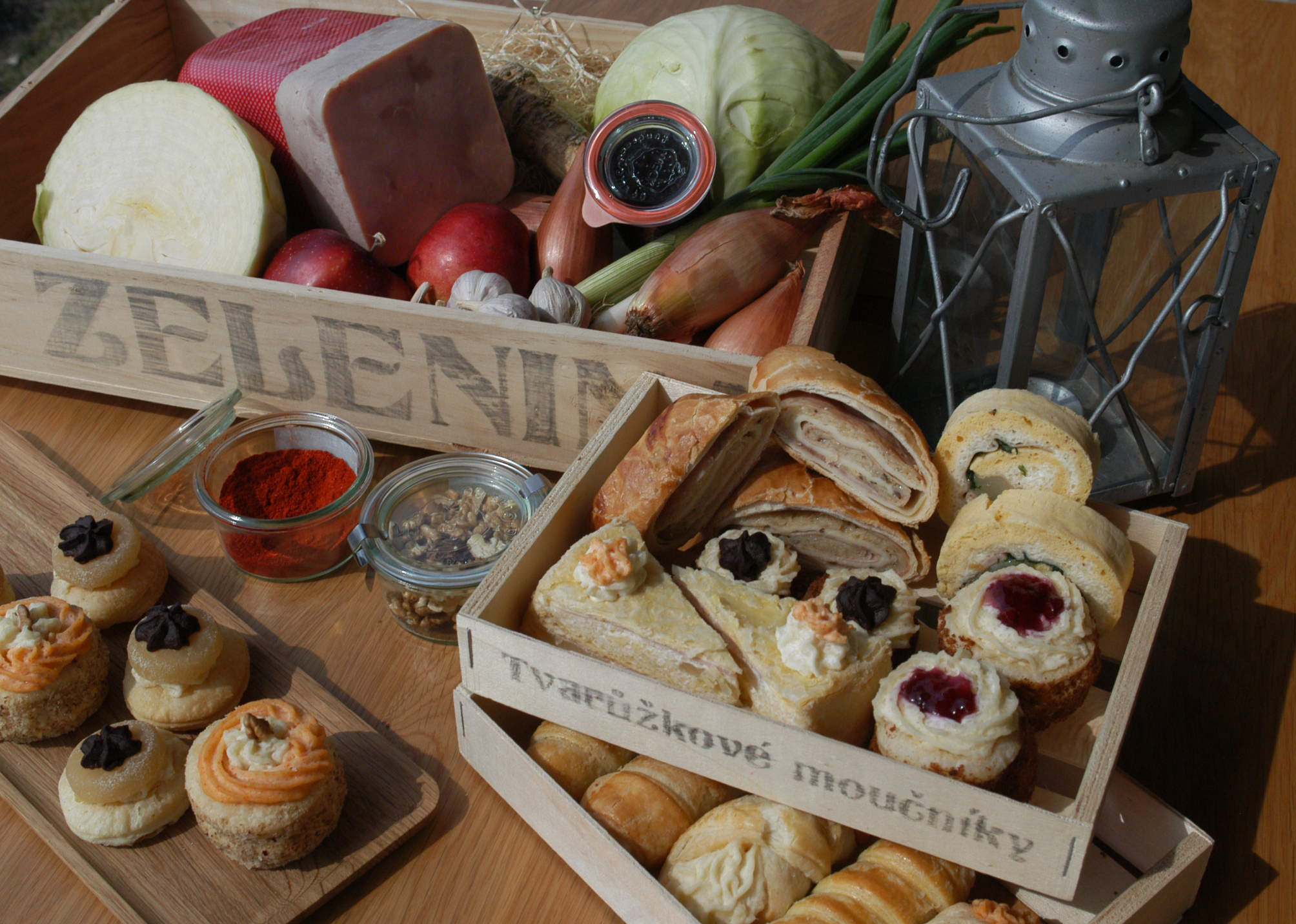
Poštulkovy tvarůžkové moučníky

Muzeum olomouckých tvarůžků bylo otevřeno v roce 1994 v prostorách původní výrobny v Lošticích. V průběhu roku 2013 prošlo rekonstrukcí a bylo přesunuto do nových prostor. Nabízí pohled na vývoj výroby tvarůžků na Hané.  V Lošticích sídlí také Tvarůžková cukrárna, která připravuje mimo jiné tvarůžkové moučníky – slané tvarůžkové kremrole, šátečky či dortíky a další speciality.